# James Gilreath
James William Gilreath (Clay County, 14 november 1936 - Saltillo, september 2003) was een Amerikaanse popzanger en songwriter.

## Carrière
James Gilreaths muzikale carrière begon tijdens de vroege jaren 1960 als lid van de plaatselijke band The Nite-Liters, die de instrumentale plaat Nervous (1962) opnamen  bij Vee Eight Records in Nashville. Deze werd later gepubliceerd door Verve Records in Los Angeles. Deze opname werd gecomponeerd door het bandlid Jerry Hood en gespeeld door de trompettist en medeoprichter John Mihelic.
Gilreath speelde gitaar en piano. Zijn eerste single was I Need It / Time Hasn't Helped (1962), maar was niet succesvol. In het begin van 1963 werd Little Band of Gold / I'll Walk With You gepubliceerd door Statue Records uit Tupelo. Gilreaths zang werd begeleid door Mihelic en andere instrumentalisten. Statue Records verkocht spoedig de rechten van Little Band of Gold aan Joy Records uit New York en einde april werd de single een hit voor het label (#21 pop, #19 r&b). In het Verenigd Koninkrijk bereikte de single de singlehitlijst (#29).
Drie andere singles werden uitgebracht door Joy Records. De eerste was Lollipops, Lace and Lipstick / Mean Ole River en de tweede Keep Her Out of Sight / Blue is My Color. In 1965 werd Your Day is Coming / Pearls, Gold and Silver uitgebracht, maar was commercieel wederom niet succesvol. In hetzelfde jaar staakte het label de activiteiten en besloot Gilreath  om zich meer te concentreren op het schrijven van songs. In 1967 publiceerde Jimmy Hughes de door Gilreath geschreven song Why Not Tonight (#5 r&b).
In het begin van 1963 coverden een aantal zangers Gilreaths Little Band of Gold. In 1966 voegde Vince Hill de song toe aan zijn album You're My World. In 1969 werd deze toegevoegd aan een album met instrumentale opnamen door Boots Randolph. In hetzelfde jaar publiceerden The Hep Stars een single met de song. In 1977 voegden The Tennessee Guitars deze toe aan hun instrumentale album 20 Pieces of Country Gold en in 1978 werd de song gezongen door Paul Martin. In 1975 nam Sonny James Little Band of Gold op en had hiermee een #5-hit in de countrymuziekhitlijst.

## Privéleven en overlijden
In 1972 trouwde Gilreath met Kay Long en woonden ze op een boerderij in Saltillo, waar Gilreath overleed bij een tractor-ongeluk in september 2003. Hij werd bijgezet op het kerkhof Lee Memorial Park nabij Tupelo. Het echtpaar was kinderloos.